# Orologio automatico

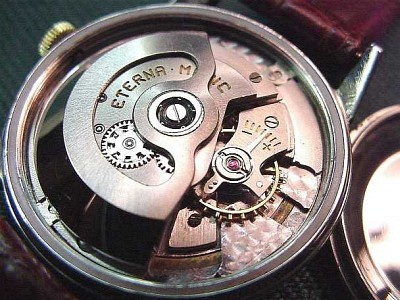
Dispositivo di orologio automatico

Un orologio automatico è un orologio da polso meccanico che ha la caratteristica di ricaricarsi sfruttando il movimento del braccio del possessore.

## Storia
I primi ad inventare movimenti automatici furono Abraham-Louis Perrelet e Abraham-Louis Breguet, ma solo con Harwood si ebbe la diffusione dell'automatico.

## Funzionamento
Gli orologi automatici per il loro funzionamento utilizzano una molla, caricata la prima volta tramite la rotazione manuale della corona, quindi mantenuta carica tramite il movimento del braccio del possessore. In questo modo, a meno che l'orologio non sia indossato al polso per più giorni, non è necessaria la ricarica manuale.
La molla è caricata tramite il movimento di un rotore posto in esso, provocato a sua volta dal movimento della superficie sulla quale è appoggiato e quindi del braccio del suo possessore. Il rotore gira attorno a un perno e, muovendosi grazie all'oscillazione del braccio in movimento, agisce sulla molla che ricarica il meccanismo.
Ogni meccanismo è detto "calibro"; dall'accuratezza di costruzione dipende la buona funzionalità e di conseguenza la maggiore precisione. Nel caso degli orologi a carica automatica, la molla è costantemente ricaricata e fornisce al movimento un'erogazione di forza costante.

## Autonomia
L'autonomia degli orologi automatici (detta "riserva di carica") è di 36-48 ore circa. Per evitare la scarica completa dell'orologio, la riserva di carica può essere indicata sul quadrante, ad esempio tramite una lancetta.

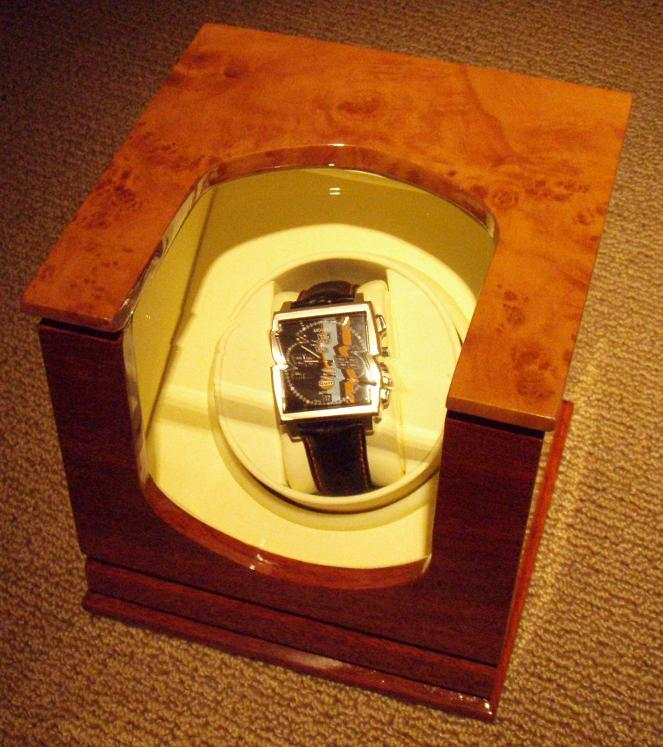
Orologio automatico in una scatola per la ricarica

Esistono inoltre delle scatole per ricaricare orologi automatici, dette anche "watch winders", che mantengono in rotazione l'orologio per evitare che si scarichi quando non viene indossato.